# Bobby Petta
Bobby Petta, né le 6 août 1974 à Rotterdam, est un footballeur néerlandais qui a joué au Celtic FC au début des années 2000 au poste d'ailier gauche.

## Clubs
- 1992-1993 : Feyenoord Rotterdam ( Pays-Bas)
- 1993-1994 : FC Dordrecht ( Pays-Bas)
- 1994-1995 : RKC Waalwijk ( Pays-Bas)
- 1995-1996 : Feyenoord Rotterdam ( Pays-Bas)
- 1996-1999 : Ipswich Town ( Angleterre)
- 1999-2003 : Celtic Glasgow ( Écosse)
- 2003-2004 : Fulham ( Angleterre)
- 2005 : Darlington ( Angleterre)
- 2005-2006 : Bradford City AFC ( Angleterre)
- 2006- : Adelaide United FC ( Australie)